# Ectropis simplex
Ectropis simplex là một loài bướm đêm trong họ Geometridae.